# Ночная смена (телесериал)
Ночная смена (итал. Turno di notte, иное название Очередная ночь) — итальянский телесериал ужасов. Продюсированием телесериала занимались Дарио Ардженто и национальное итальянское телевидение. Режиссёрами выступили Ламберто Бава и Луиджи Коцци.

## Телесериал
Структурно телесериал состоит из длящихся около 15 или 20 минут пятнадцати эпизодов, каждый из которых рассказывает одну из историй, произошедших с водителем такси во время ночной смены. Телесериал выходил еженедельно и в себе своеобразную игры: ещё до окончания эпизода, аудитория должна предположить, кто является убийцей. Затем сюжет начинается сначала, так что люди могут увидеть, кто же победил.

## Список эпизодов

### Ламберто Бава
- День рождения Баббао
- Украденный ребенок
- Счастливое окончание — главный принцип
- Смерть и хэви-металл

В съёмках эпизода приняла участие рок-группа Denova, которая также сотрудничала с Пино Донаджио, Гоблинс и с Джоном Барри. Также в одной из сцен снялся певец Миани, который был популярен в 80-х годах. Актрису, сыгравшую девушку, убитую ударом топора зовут Чинция Фарольфи.

### Луиджи Коцци
- Дом Страдивари
- Разденься, а то умрешь!
- Убийство на скалах
- Побег
- Джалло на Рождество

В эпизоде дебютировала итальянская актриса Азия Ардженто — дочь Дарио Ардженто.
- Отпечаток убийцы
- Свадьба и похороны
- Призрачное такси
- Улица ведьм

## Производство
Первые шесть эпизодов снял Ламберто Бава, однако, ввиду того, что он должен был снимать фильм Фотография Джойи, ему пришлось оставить сериал. Режиссёрское кресло затем занял Луиджи Коцци, который доснимал оставшиеся девять эпизодов.
После выпуска первого эпизода режиссёра Луиджи Коцци Отпечаток убийцы, у создателей телесериала возникли проблемы с телекомпанией RAI, которая требовала смягчить некоторые эпизоды ввиду того, что она беспокоилась по поводу возможной реакции публики. В то же время сотрудники RAI посмотрели не все эпизоды, иначе, по мнению Коцци, они многое бы урезали.
Съёмки эпизодов производились в невероятном темпе каждую ночь в течение шести месяцев и, в то время, как заканчивались съёмки последних эпизодов, по телевидению уже показывали первые.